# Képviseleti demokrácia
A képviseleti demokrácia vagy más nevein közvetett demokrácia vagy választási demokrácia egy olyan demokráciatípus és kormányzati forma, amelyben a közvetlen demokráciával ellentétben a politikai döntéseket nem közvetlenül maguk az emberek, hanem a választott képviselők hozzák.
Szinte az összes modern nyugati típusú demokrácia valamilyen képviseleti demokráciaként működik: például az Egyesült Királyság (unitárius parlamentáris alkotmányos monarchia), Németország (szövetségi parlamentáris köztársaság), Franciaország (egységes félelnöki köztársaság ) és az Egyesült Államok (szövetségi elnöki köztársaság). Egy képviseleti demokrácia többpárti rendszerrel, szabad választásokkal rendelkezhet, de előfordulhat, hogy nem valósul meg a teljes jogállamiság.
Az alkotmányban meghatározzák a különböző szintű képviseletek hatáskörét, mely lehet központosított, részben lebontott vagy alulról felépülő. Alapjában véve többségi és/vagy arányos választási rendszerben történik a képviselők választása. A képviseleti demokrácia működését elősegíti a képviselő-testület által évente legalább egyszer megtartott közmeghallgatás, amelyen az állampolgárok és a helyben érdekelt szervezetek képviselői közérdekű kérdést és javaslatot tehetnek; továbbá a szintén a helyi önkormányzatokhoz fűződő lakossági fórumok, amelyek a lakosság, a civilszervezetek közvetlen tájékoztatását, a fontosabb döntések előkészítésébe való bevonását szolgálják. A képviselő-testület intézménye a helyi önkormányzat vagy a parlament, megnevezésük köztársaságonként különbözhet. A nép vagy a képviselő-testület által választott képviseleti demokrácia további képviselői a településnek, a térségnek első tisztviselője, a miniszterelnök és a köztársaság elnöke.
A képviseleti (más szavakkal: közvetett, parlamentáris, avagy konszociális demokrácia)  egy politológiai/politikai fogalom. Az ezzel ellentétes szempontú megvalósítás neve közvetlen demokrácia, amelyben a választásra jogosultak  közvetlenül, saját nevükben hozzák meg döntéseiket. E kettő köztese a részvételi demokrácia.

## Jellemzői
- Szabad választások
- Az ellenzék jogosítványainak tiszteletben tartása
- Minden csoport pártot alapíthat, amelyik betartja az alkotmányos elveket
- A képviselő-testület (önkormányzat, Parlament) hatásköre behatárolt

## Gyakorlatban
A modern képviseleti demokrácia legfontosabb alapfeltétele az általános, titkos, egyenlő választójog teljessége és a legális, nem üldözhető ellenzéki tevékenység szabadsága. További feltétel, hogy az államhatalom törvényhozó, végrehajtó és bírói hatalomból áll. Ideális esetben a három hatalmi ág elkülönül egymástól. Fellelhetőek benne a közvetlen demokrácia egyes intézményei is. A képviseleti demokrácia a nagy közösségek demokratikus működéséhez szükséges elem.

## A képviseleti demokrácia bírálata
- A képviseleti demokráciában a politikusok érdeke a következő választások megnyerése, ezért igazán népszerűtlen döntések nem áll érdekükben.
- Az adott választási cikluson túlmutató intézkedések (pl. új beruházások)jövőbeli sorsa  bizonytalan lehet a képviselőtestület változó összetétele miatt (erre jó példa a Nemzeti Színház esete, amelyet többször kezdtek elölről)
- A választásokon esetenként a propagandának illetve más ok elleni hírverésnek jelentősebb a szerepe, mint a múltbeli teljesítménynek, vagy a programoknak.
- A gyakorlatban, sokszor épp úgy "öröklődnek" a tisztségek, mint a királyságban (Például: az Amerikai Egyesült Államokban a Bush család, Indiában Dzsaváharlál Nehru utódait választják meg vezetőnek)
- A képviselők - esetenként - visszaélnek döntési helyzetükkel (visszaélés a mentelmi joggal,  költségtérítés nem megengedett célokra fordítása, pazarlás a közpénzekkel), holott a feladatuk  az adófizetők érdekeinek a kiszolgálása.
- A népszerűségük érdekében az általuk kezelt közpénzekből túlköltekeznek, a közösségi vagyont feleslegesen eladósítják.
- A közintézmények működésből gyakran hiányzik az erkölcsi és anyagi felelősség beszabályozása vagy annak betartatása. [forrás?]

A probléma nagyrészt anyagi jellegű, a jelölt megválasztása után szembesül a reális költségvetési, jogi kötöttségi, etikai követelményekkel.

## Külső hivatkozások
- Hans-Hermann Hoppe: Demokrácia, a bukott bálvány (demokrácia-kritika)
- Orbán Viktor a prezidenciális és a parlamentáris rendszer lehetőségéről (Origó, 2012. április 3.)
- Magyar Virtuális Enciklopédia
- Vastagh Pál: AZ EURÓPAI UNIÓ ÉS A KÖZTÁRSASÁG